# Isaac Maarsen

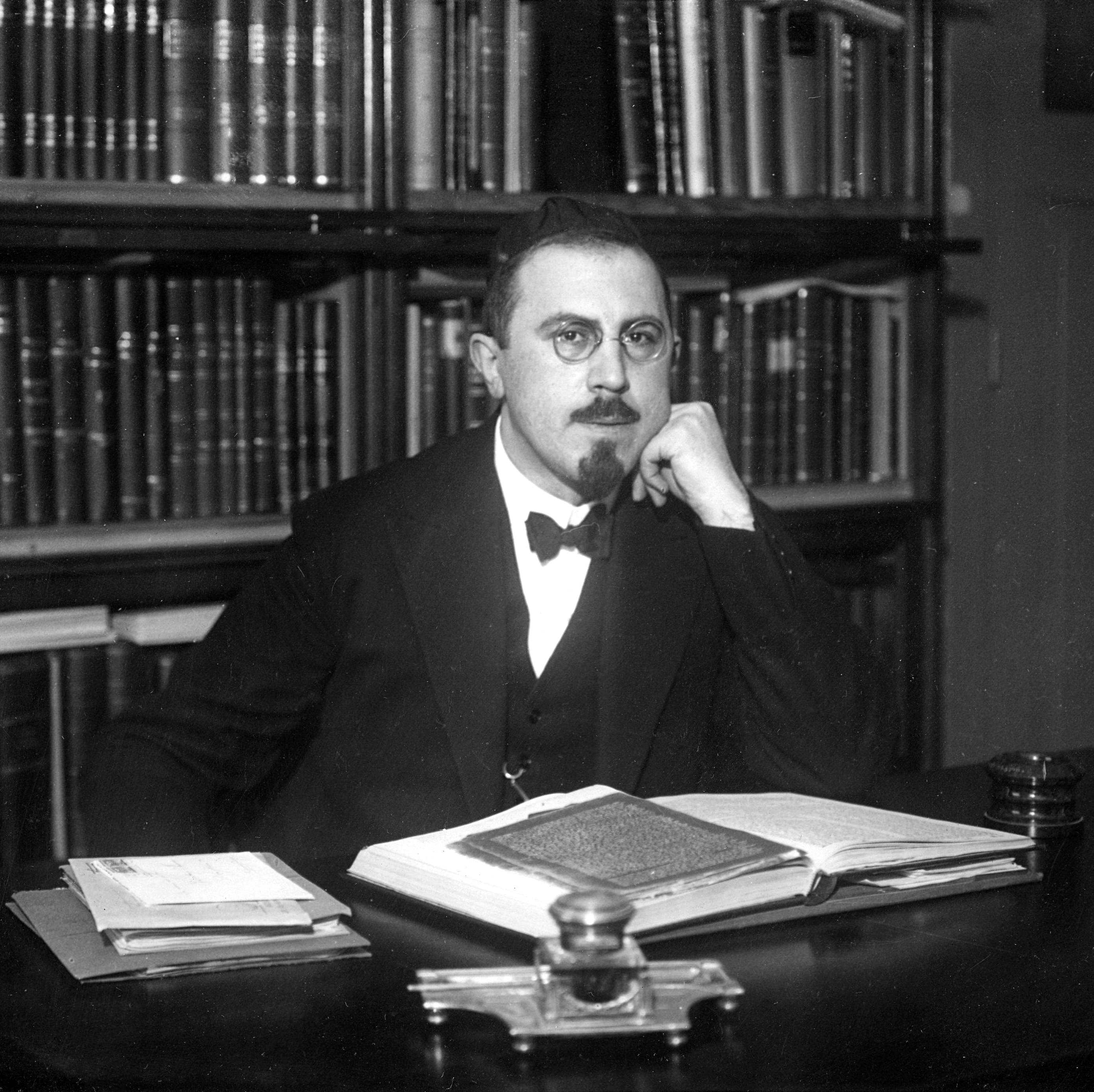
Isaac Maarsen (1925)

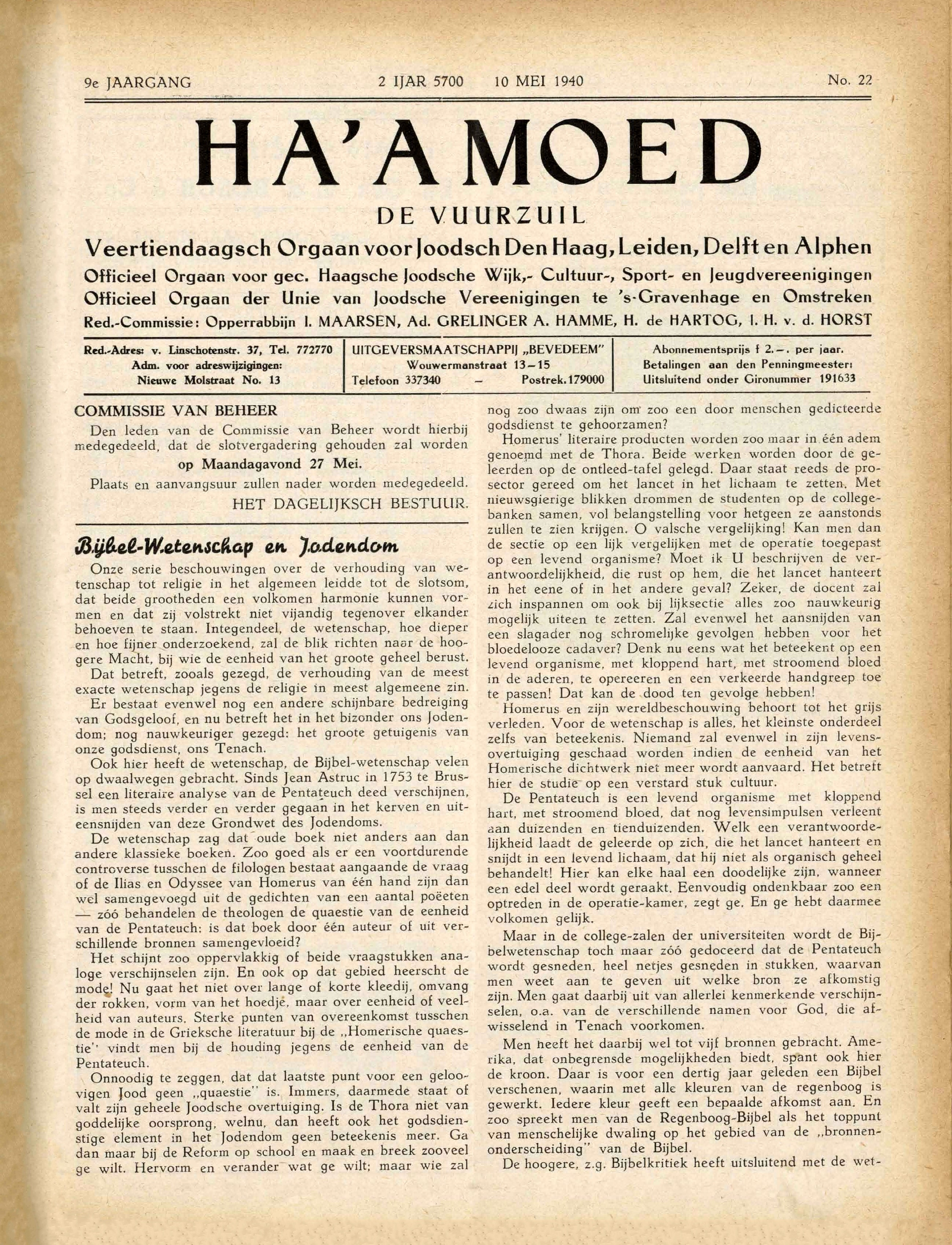
Ha’amoed – De Vuurzuil, zweiwöchentliches Blatt für die jüdische Bevölkerung in Den Haag, Leiden, Delft und Alphen, dessen Chefredakteur Maarsen war. Titelseite der (letzten) Ausgabe vom 10. Mai 1940, dem Tag, an dem deutsche Fallschirmjäger in Den Haag landeten.

Isaac (Izak) Maarsen (geb. 27. Februar 1892 in Amsterdam; gest. 23. Juli 1943 im Vernichtungslager Sobibor) war ein niederländischer Rabbiner. Von 1925 bis zu seinem Tod im Jahre 1943 war er Oberrabbiner von Den Haag.

## Biographie

### Familie
Isaac Maarsen war ein Sohn des Rabbiners Wolf Isaac Maarsen. Am 15. Juni 1921 heiratete er in Amsterdam Jeanette Boekdrukker (1895–1943). Das Ehepaar bekam drei Töchter: Rosina (1923–1943), Henriette (1925–1943) und Suzanna (1928–1943). Die gesamte Familie wurde im Holocaust ermordet, Rosina in Auschwitz, ihre Eltern und Schwestern im Vernichtungslager Sobibor.

### Rabbiner und Wissenschaftler
Maarsen absolvierte Examen an der Universität von Amsterdam in Klassischer Literatur und gleichzeitig am Nederlands Israëlietisch Seminarium in Amsterdam. Im Alter von 22 Jahren erhielt er den Titel Moré. 1910 wurde er Rabbiner in Amsterdam, 1925 zum Oberrabbiner von Den Haag ernannt, wo die zweitgrößte jüdische Gemeinde der Niederlande ansässig war. Maarsen war ein entschiedener Gegner von „Mischehen“ zwischen Christen und Juden sowie von Reformströmungen im Judentum.
Isaac Maarsen publizierte umfangreich und unterhielt lebhafte Kontakte zu Kollegen im In- und Ausland, mit denen er in Hebräisch korrespondierte. Er übersetzte das Traktat Avot sowie mittelalterliche und moderne Poesie aus dem Hebräischen ins Niederländische und forschte über die Geschichte des niederländischen Rabbinats. Sein Ruf beruht auf seinen Studien auf dem Gebiet der rabbinischen Literatur, die in verschiedenen hebräischen Zeitschriften erschienen sind.

### Im Zweiten Weltkrieg
Bei Ausbruch des Zweiten Weltkriegs in den Niederlanden rückte die Sorge um die Juden in Den Haag für den Rabbiner Isaac Maarsen in den Vordergrund. Die deutschen Besatzer zwangen viele jüdische Menschen aus Den Haag nach Amsterdam zu ziehen, von wo aus sie in das Durchgangslager Westerbork und andere Lager deportiert wurden. Die zurückbleibenden Familienmitglieder benötigten Unterstützung, aber Rabbi Maarsen versuchte auch, den abgeschobenen Gemeindemitgliedern in Amsterdam zu helfen.
Nachdem die deutsche Besatzungsmacht am bestimmt hatte, dass ab 23. April 1943 in Den Haag keine Juden mehr ansässig sein durften, hielt Isaac Maarsen am 20. April 1943 in der Synagoge an der Wagenstraat eine Abschiedsrede. Am nächsten Tag wurde er zusammen mit seiner Frau und seinen Töchtern über die Lager Herzogenbusch und Westerbork nach Polen deportiert. Drei Monate später wurden sie in Sobibór ermordet.

## Das Archiv von Isaac Maarsen
Das Archiv von Maarsen befindet sich im Center for Research on Dutch Jewry in Jerusalem und im Stadtarchiv Den Haag. Ein Teil des Archivs von Maarsen wurde 1943 von den deutschen Besatzern geplündert. Die Unterlagen wurden ins Reichssicherheitshauptamt in Berlin gebracht, und wegen der Bombardierungen der Stadt in Depots in Schlesien und im Sudetenland ausgelagert. Die Archivmaterialien von Maarsen gelangten nach Schlesien in das Schloss Wölfelsdorf (wo etwa auch geheime Unterlagen von Heinrich Himmler untergebracht waren). Von dort wurden sie 1945 von der sowjetischen Armee nach Moskau gebracht. Nach jahrzehntelanger Suche wurden die Unterlagen in Moskau – darunter auch das Archiv von Isaac Maarsen – ausfindig gemacht und die Archive jüdischer Institutionen von Den Haag im Jahr 2003 von Russland an die Niederlande herausgegeben. Königin Beatrix hatte sich bei einem Staatsbesuch in Russland persönlich bei Präsident Putin dafür eingesetzt. Seitdem befinden sie sich im Stadtarchiv von Den Haag.

## Ehrungen
Der frühere Bezemplein in Den Haag wurde 2006 in Rabbijn Maarsenplein umbenannt. Auf dem Platz steht das Joods Kindermonument (Jüdisches Kinderdenkmal) mit den Namen von 400 jüdischen Kindern aus Den Haag, die im Holocaust ermordet wurden.

## Publikationen (Auswahl)
- Het gemengde huwelijk : een persoonlijk getuigenis. J.L. Joachimsthal, Amsterdam 1927.
- De joodsche reformbeweging. Menno Hertzberger, Amsterdam 1931.
- Armoede. Menno Hertzberger, Amsterdam 1931.
- Mensch en moraal : een Joodsche levensvisie. Thieme, Zutphen 1935.
- De roep der hoogtijden. J.L. Joachimsthal, Amsterdam 1940.